# 鈴木あみのアイドルダウンロードショー
『鈴木あみのアイドルダウンロードショー』（すずきあみのアイドルダウンロードショー）は、BSデジタル放送のサービス開始、BSフジの開局と同時である、2000年12月から2001年3月まで放送されたテレビ番組。司会は鈴木あみ（現：鈴木亜美）。

## 概要
出演していたアイドルは、「Webby」というグループ名で登場するが、総勢15～18名のうち、視聴者からのデータ放送やネット上での人気投票により上位10名しか出演できなかった（データ放送にて、webbyのメンバーのプロフィールが公開され、出演メンバーへの投票が行えた。また、BSフジのインターネットサイト上に同番組のページがあり、そこでお気に入りのメンバーとメールやBBSでのやり取りができるほか、スポンサーであったセイコーエプソンと連携し、同社の有料プリントサイトでメンバーの写真をダイレクトでプリントアウトすることができた。上記サービスは、「もっと～」にも引き継がれた。さらに後番組である「アイドルアイランド」では、BBSやメールのシステムが継承された）。上位10名は「Webbyレギュラー」、それ以下が「Webbyファーム」と呼ばれていた。実際、一度もレギュラーに昇格できずに卒業（引退）したアイドルもいたが、フジテレビの一部のイベントや後述する「もっとアイドルダウンロードショー」の公開録画では全員が出演した。
BSデジタル放送が開局したばかりだった時期で、対応するテレビやチューナーが高価だったものの、ネットによるコミュニケーションが可能であった反面、webbyのイベントに集まるファンの多くは番組を見たことがなかった。
番組は鈴木あみの事務所移籍に関するトラブルによって2001年3月をもって終了するが、それ以降は司会をホリプロのアイドル2名が司会を務める形で「もっとアイドルダウンロードショー」として9月まで放送された。

## 出演者(一部)
アイドル
- 村瀬日加里(→引退)
- 有村美波(→引退)
- 磯山さやか
- 鈴木愛可
- 鈴木葉月
- 折原みか
- 斉藤未知
- 片岡伴維

その他
- 千原兄弟（「鈴木家の人々」で、ペンギンの着ぐるみを着て鈴木あみとコント）
- 高木ブー（「鈴木家の人々」で、ペンギンの着ぐるみを着て鈴木あみとコント）
- KABA.ちゃん（webbyのオリジナル曲の振り付けを担当）
  - 当時はまだ本名である椛島英次としての登場。現在のオネエキャラをカミングアウトする前であったため、見た目はノーマルな感じであった。しかし、実際にレッスンを始めると、基本的な部分から厳しい駄目出しを行い、メンバーを涙目にされており、すでに女（女性アイドル）嫌いな面をのぞかせた。後番組の「もっと～」でも振り付けを担当した。

| スタブアイコン | サブスタブ | この項目は、まだ閲覧者の調べものの参照としては役立たない、テレビ番組に関連した書きかけの項目です。この項目を加筆・訂正などしてくださる協力者を求めています（P:テレビ/PJ:放送または配信の番組）。 |